# Луїзіана (Нова Іспанія)

Герб

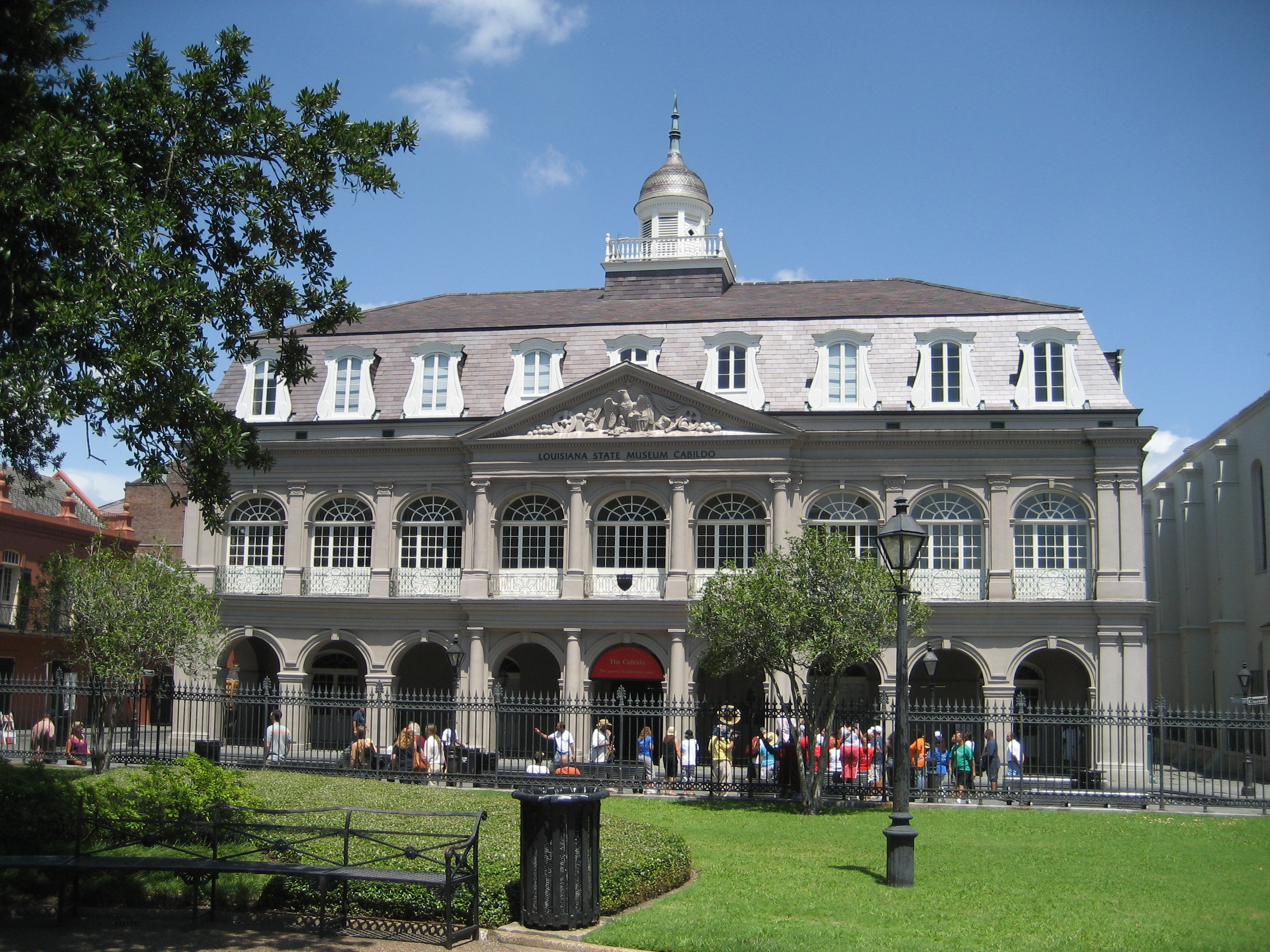
в Новому Орлеані, який спочатку називався «Casa Capitular», служив штаб-квартирою іспанського губернатора, коли Луїзіана була під владою Іспанії. Сьогодні будівля демонструє поєднання дизайнів: збережені іспанські колоніальні риси, як-от двоповерхове планування з балконами, що обертаються, і округлими арками, пізніше в 1847 році було додано відродження мансардних дахів у французькому стилі. Завершує все це куполоподібна вежа, яка вказує на його іспанське коріння.

Луїзіана (іспанська La Luisiana, [la lwiˈsjana], фр. La Louisiane, англ. Louisiana) або Провінція Луїзіана (Provincia de La Luisiana) - підпорядкована територія Іспанії з 1764 по 1803 рік. Іспанія отримала цю територію від Франції і потім у 1803 році повернула її Франції, після чого Наполеон негайно продав її США. Включала величезну територію на захід від Міссісіпі, а також Новий Орлеан.
У 1762 році був укладений договір в Фонтенбло, за яким Франція передавала збиткову територію Луїзіана Іспанії. У 1763 році за Паризьким договором Франція передала Англії всі території на схід від Міссісіпі за винятком Нового Орлеана. Передача Луїзіани Іспанії відбулася в 1764 році. Одночасно в іспанській адміністративній системі була проведена реформа, метою якої було зміцнити позиції Іспанії, яким загрожувала Англія, в Карибському басейні. В рамках цієї реформи новопридбана Луїзіана підпорядковувалася генерал-капітанству Куба і управлялася з Гавани.
Реальний контроль над Луїзіаною іспанцям вдалося встановити лише в 1769 році. Губернатор Алехандро О'Рейлі розділив провінцію на 12 адміністративних округів та 22 церковних приходи.
У 1788 році пожежа знищила більшу частину Нового Орлеана. Відновлене місто носило вже не французький, а іспанський характер, який зберігається і до наших днів. У 1793 році Луїзіана була адміністративно об’єднана з повернутою Іспанії Флоридою, і адміністративний центр перенесений з Гавани в Новий Орлеан.
Завдяки своєму вдалому географічному положенню Новий Орлеан повністю контролював річку Міссісіпі (одну з головних водних артерій Північної Америки) і був важливим перевалочним пунктом, для якого відповідно до Договору Пінкні, підписаним з Іспанією 27 жовтня 1795 року, американські громадяни отримували право експортної торгівлі через порт Нового Орлеана. Американці отримали також право використовувати порт для перевалки борошна, тютюну, свинини, сала, пір'я птиці, сидру, масла та сиру між східними і західними штатами. Договір також визнавав право американської сторони, у зв’язку з зростанням ділової активності, на навігацію по всій річці Міссісіпі.
В 1798 році Іспанія в односторонньому порядку скасувала дію Договору, чим сильно спантеличила керівництво Сполучених Штатів. В 1801 році іспанський губернатор Хуан Мануель де Сальседо змінив на цій посаді маркіза де Каса Кальво, і право на перевалку вантажів для американців було повністю відновлено.
У 1800 році колонія, яка так і залишалася збитковою, була передана назад Франції за секретним договором в Сан-Ільдефонсо. Реально Луїзіана була передана Франції лише в 1803 році, після чого негайно продана США.